# William Waltersheid
William John Waltersheid (ur. 18 listopada 1956 w Ashland, Pensylwania) – amerykański duchowny katolicki, biskup pomocniczy diecezji Pittsburgh od 2011.

## Życiorys
Święcenia diakonatu otrzymał 30 kwietnia 1992, a udzielił ich kardynał Pio Laghi. Święcenia kapłańskie otrzymał z rąk bpa Nicholasa Dattilo w dniu 11 lipca 1992. Służył duszpastersko w diecezji Harrisburg. Był także m.in. wicerektorem Papieskiego Kolegium Północnoamerykańskiego w Rzymie oraz sekretarzem wydziału kurialnego ds. duchowieństwa i życia konsekrowanego.
25 lutego 2011 mianowany biskupem pomocniczym Pittsburgha ze stolicą tytularną California. Sakry udzielił mu bp David Zubik.